# No Escape (1994)
No Escape is een actie/sciencefictionfilm uit 1994 met in de hoofdrollen Ray Liotta en Lance Henriksen en werd geregisseerd door Martin Campbell. In sommige landen werd de film uitgebracht onder de naam Escape from Absolom. De film is gebaseerd op het boek The Penal Colony uit 1987 geschreven door Richard Herley.
De film speelt zich af in het jaar 2022 waar de gevangenissen niet meer door de Staat worden gerund, maar door privébedrijven. Zo belandt een voormalig marinier genaamd Robbins op een eiland gerund door zo'n privébedrijf. Daar dient hij samen te overleven met "the Insiders" en te vechten tegen "the Outsiders".

## Rolverdeling
| Acteur            | Personage  |
| ----------------- | ---------- |
| Ray Liotta        | Robbins    |
| Lance Henriksen   | The Father |
| Stuart Wilson     | Marek      |
| Kevin Dillon      | Casey      |
| Kevin J. O'Connor | Stephano   |
| Don Henderson     | Killian    |
| Ian McNeice       | King       |
| Jack Shepard      | Dysart     |